# Кам'яний Брід (Луганськ)

Сучасні межі Камброду (вже як району міста Луганськ)

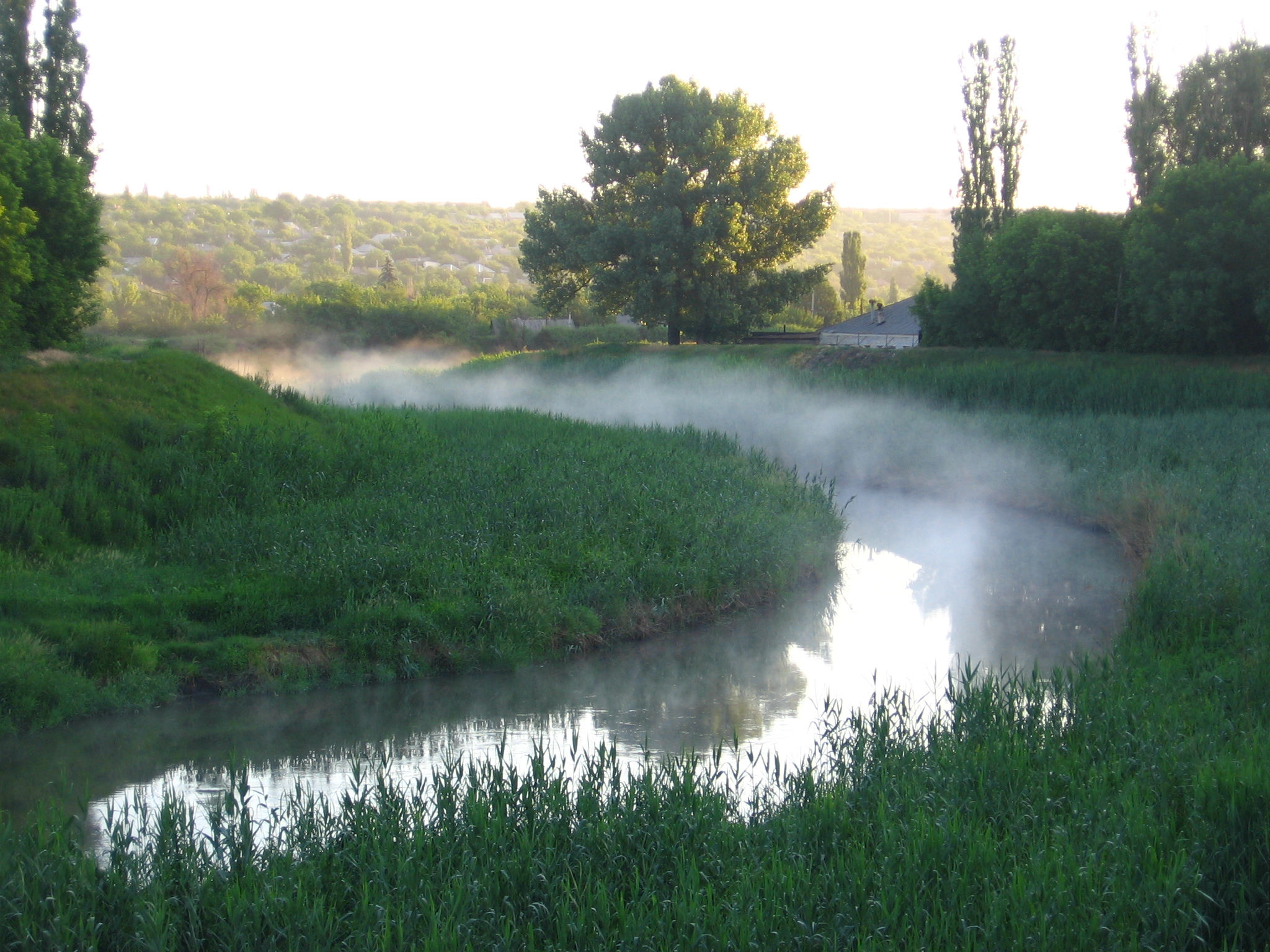
Кам'яний Брід — невелике переважно одноповерхової забудови селище на високому березі річки Луганка

48°35′26″ пн. ш. 39°18′12″ сх. д. / 48.590433° пн. ш. 39.303203° сх. д.
Кам'яний Брід — запорозьке, згодом, після відібрання цих територій у Запорозького війська, слов'яносербське селище. 1882 року під час створення міста Луганська стало його частиною. Тепер частина Луганська — Кам'янобрідського району.

## Кам'яний Брід у 18 столітті
Козацьке запорозьке поселення Кам'яний Брід, як і суміжне Вергунка, відоме з середини 18-го століття. На той час ці землі перебували у складі Кальміюської паланки Запорозької Січі, і на ці території поширювалася влада гетьмана Кирила Розумовського.
Від самого початку селище формувалося на високому лівому березі річки Луганка (Лугань). Одним з основних будівельних матеріалів стали потужні поклади вапняків (мергелю), з яких складені схили Луганки. Дотепер на верхніх околицях Камброду можна бачити засипані входи до каменоломень, з яких видобували камінь на потреби будівництва селища.
Про виникнення цього поселення історичні документи повідомляють наступне (переклад з російської):
|  | «Кам’яний Брід – стародавнє запорізьке займище, старожитна козацька місцевість. В 1740–1750 рр. тут зимівниками й хуторами у землянках і куренях сиділо кілька родин людей малоросійських. В 1755 р. до них приєдналися на постійне проживання біля 100 родин з православних іноземців, що перейшли у підданство Росії. В 1782 році за переписом було дворів 171, чоловіків 280 і жінок 283 душі» |

1798 року неподалік від села було споруджено Луганський чавуноливарний завод, навколо якого надалі розвивалося селище Луганський Завод. Це сусіднє село розвивалося як робітниче селище, поселенцями якого були запрошені на будівництво заводу майстри з Англії та робітники з Олонецьких і Липецьких заводів Російської імперії. Тільки цих робітників із їхніми сім'ями було 575 осіб, тобто селище навколо заводу за кількістю мешканців різко перевищило чисельність камбродської громади.

## Кам'яний Брід у 19-20 століттях

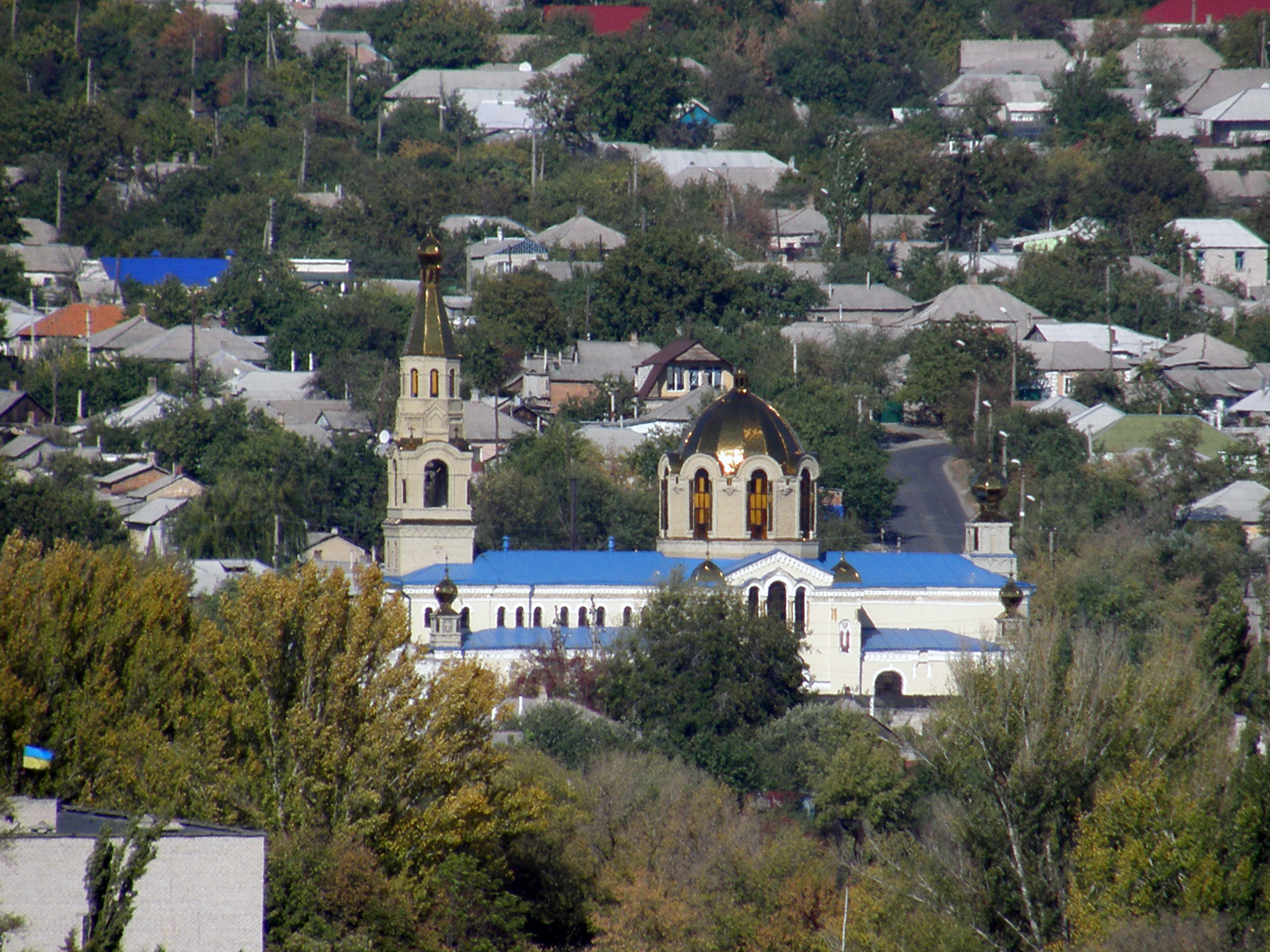
Свято-Петропавлівський катедральний собор

За даними на 1859 рік, у Кам'яному Броді — казенному селі Слов'яносербського повіту Катеринославської губернії — мешкало 2 254 особи (1110 чоловіків та 1144 жінки), налічувалось 442 дворових господарства, існувала православна церква.
1882 року село було об'єднано з селищем Луганський Завод і увійшло до складу селища Луганське. За іншими даними, селища Кам'яний Брід і Луганський Завод злилися в єдине господарсько-адміністративне ціле у 1821 році (див. статтю Луганськ), тобто на 60 років раніше, а «9 листопада 1882 року Луганський Завод із прилеглим селищем Кам'яний Брід став повітовим центром Катеринославської губернії», і з цього часу (9.11.1882) в історії краю з'явилося місто Луганське.
Станом на 1886 рік в цьому селі, що було центром Кам'яно-Брідської волості, мешкало 2436 осіб, налічували 557 дворів, існували православна церква, школа та 5 лавок.
Нині Кам'яний Брід у дещо видозмінених межах є одним з 4-х адміністративних районів (Кам'янобрідський район) міста Луганського, обласного центру сучасної Луганської області.

## Демографічні хроніки
З вище наведених даних можна бачити такий ряд даних:
- 1740-1750 рр. — «кілька родин»
- 1755 рік — близько 100 родин
- 1782 рік — 171 дворів, 563 осіб
- 1859 рік — 442 двори, 2254 особи
- 1886 рік — 557 дворів, 2436 осіб